# Чулківка
Чулківка — колишнє селище, підпорядковувалося Донецькій міській раді.

## Загальні відомості
Робітниче селище колишньої шахти № 8 (Чулківка, Чулківський рудник).
Селище постраждало внаслідок геноциду українського народу, вчиненого урядом СССР у 1932—1933 роках, кількість встановлених жертв — 25 осіб.
Станом на 2010-ті роки — місцевість в Пролетарському районі Донецька. Пролягають вулиці Федосєєва, Звєрькова.